# Arnold Huebner
Arnold Huebner (* 14. Juni 1919 in Schubin; † 1. Februar 1981 in Gelsenkirchen) war ein deutscher Soldat und Ritterkreuzträger im Zweiten Weltkrieg.

## Leben
Da nach dem Ersten Weltkrieg das Gebiet um Bromberg Teil des wiedergegründeten Staates Polen wurde, verließ Huebners Familie kurz nach seiner Geburt die Heimat und siedelte sich in Westerholt an. Nach dem Abschluss der Schule begann Huebner am 1. August 1935 eine Lehre als Elektriker in Gelsenkirchen-Buer. Nach der erfolgreichen Gesellenprüfung ging Huebner am 1. April 1939 zum Reichsarbeitsdienst.
Unmittelbar nach Ausbruch des Zweiten Weltkrieges meldete sich Huebner zur Luftwaffe. Nach seiner Grundausbildung wurde er zur Flak-Ersatzabteilung 11 in Stettin versetzt. Am 1. September 1940 wurde Huebner zum Gefreiten befördert und am 5. September zur I. Abteilung Flak-Regiment 33 versetzt. Im Februar 1941 wurde Huebner mit seiner Abteilung als Teil des Deutschen Afrikakorps nach Tripolis (damals Italienisch-Libyen) verlegt. In den folgenden Wochen und Monaten nahm Huebner mit seiner Batterie an den Kämpfen in Libyen und Ägypten teil. Für seinen Einsatz bei den Kämpfen Mitte Juni 1941 um die sogenannte Höhe 208 zwischen Fort Capuzzo und Sidi Azeiz am  Halfayapass erhielt Huebner vom Kommandierenden General des Deutschen Afrikakorps, Erwin Rommel, am 17. Juni 1941 persönlich das Eiserne Kreuz I. Klasse verliehen.
Während der britischen Offensive im November 1941 wurde die Einheit von Huebner am Halfayapass in schwere Kämpfe mit britischen Panzerverbänden verwickelt. Die I. Abteilung des Flak-Regiments 33 wurde dabei fast vollständig aufgerieben und musste vom nordafrikanischen Kriegsschauplatz abgezogen werden. Huebner überlebte und bekam zunächst Heimaturlaub, den er bei seinen Eltern in Bromberg verbrachte, wohin diese nach der deutschen Besetzung Polens zurückgekehrt waren. Auf Vorschlag Rommels wurde ihm am 7. März 1942 für seine Verdienste bei den Kämpfen vom November 1941 das Ritterkreuz des Eisernen Kreuzes verliehen.
Nach dem Heimaturlaub wurde er zu einem Lehrgang über Panzerbekämpfung an die Flak-Artillerieschule Stolpmünde geschickt. Auf Grund seiner Fronterfahrung wurde Huebner aber schon bald von dem Lehrgang freigestellt. Wegen eines Unfalls kam Huebner zunächst ins Lazarett und wurde nach seiner Genesung als Ausbilder zur Flak-Ersatzabteilung 9 versetzt. Dort wurde er zum Unteroffizier ernannt und nach der Verlegung der Abteilung in den Raum Tours in Frankreich zum Wachtmeister (Feldwebel) befördert. Nach der Landung der Alliierten in der Normandie am 6. Juni 1944 wurde Huebner mit seinem Geschütz verschiedenen Einheiten zugeteilt und war an den Kämpfen gegen die alliierten Truppen beteiligt. Im Sommer 1944 wurde Huebner von der Front abgezogen. Er absolvierte einen Waffenmeister-Lehrgang in Halle (Saale) und entschied sich, die Offizierslaufbahn einzuschlagen.
Als Offizieranwärter kam er Ende 1944 an die Kriegsschule Kitzingen und wurde Anfang 1945 der Flak-Ersatzabteilung 39 in Koblenz zugeteilt. Im Februar 1945 wurde Huebner mit einer Batterie der Flak-Abteilung nach Nürnberg verlegt. Hier organisierte der Offiziersanwärter im Auftrag des Stadtkommandanten die Rundumverteidigung der Stadt durch die Flak. Nach dem Einschluss von Nürnberg durch amerikanische Truppen gelang Huebner mit einem Teil seiner Batterie der Ausbruch aus der belagerten Stadt. Er schloss sich bei Ingolstadt einer anderen Flak-Batterie an und lenkte als Artilleriebeobachter deren Feuer bei der Verteidigung des Donau-Übergangs in diesem Raum. Der weitere Rückzug der deutschen Truppen führte Huebner über Freising und Erding. In Bayern geriet Arnold Huebner schließlich am 5. Mai 1945 in US-amerikanische Kriegsgefangenschaft. Dass er am 1. Mai 1945 noch zum Leutnant der Reserve ernannt worden war, erfuhr Huebner erst nach Kriegsende.
Nach seiner Entlassung ließ Huebner sich im Westen Deutschlands nieder und arbeitete als Elektrikermeister in Gelsenkirchen-Buer, wo er bis zu seinem Tod 1981 auch lebte.
Arnold Huebner und Günter Halm waren die einzigen Mannschaftsdienstgrade, die auf dem nordafrikanischen Kriegsschauplatz mit dem Ritterkreuz des Eisernen Kreuzes ausgezeichnet wurden.